# Doloclanes gressitti
Doloclanes gressitti är en nattsländeart som beskrevs av Ross 1956. Doloclanes gressitti ingår i släktet Doloclanes och familjen stengömmenattsländor. Inga underarter finns listade i Catalogue of Life.